# Weltaktionsprogramm „Bildung für eine nachhaltige Entwicklung“
Das Weltaktionsprogramm (WAP) „Bildung für eine nachhaltige Entwicklung“ (BNE) ist das Folgeprogramm der UN-Dekade Bildung für nachhaltige Entwicklung, die für 2005 bis 2014 ausgerufen war.
Die betreffende Resolution wurde am 19. November 2013 verabschiedet. Ihr Ziel ist, die Mitgliedsstaaten zu veranlassen, das Weltaktionsprogramm, das zur Post-2015-Entwicklungsagenda beitragen soll, in der UN-Vollversammlung zu unterstützen. Mit Hilfe des Programms sollen die bisherigen Innovationen in Bereichen der nachhaltigen Entwicklung strukturell verankert werden.
Die Laufzeit reicht zunächst von 2015 bis 2019.
Die im Rahmen des WAP eingerichtete nationale Plattform hat den Auftrag, einen Nationalen Aktionsplan zur WAP-Umsetzung in Deutschland zu verabschieden. Ihr gehören Vertreter der Bundesregierung, der Kultusministerkonferenz, der Umweltministerkonferenz und Entscheider aus Zivilgesellschaft, Wirtschaft und Wissenschaft an.